# Chortí
Die Chortí oder Ch’orti’ sind ein indigenes Volk in Guatemala, Honduras und El Salvador.
Sie gelten als Nachkommen der Kultur von Copán, aus deren Sprache – identifizierbar aus den Inschriften – die Chortí-Sprache abgeleitet werden kann.
Bei den jüngsten Volkszählungen bezeichneten sich 2002 in Guatemala 46.833 (0,4 %), in Honduras 4,200 Menschen als Chortí. Gleichzeitig gaben aber in Guatemala nur 11.734 Personen (0,1 %) Ch’orti’ als Muttersprache an. Für Honduras wurden 1997 ganze zehn verbliebene Sprecher der Chortí-Sprache angegeben. In El Salvador wagte es nach dem Genozid an den Indigenen 1932 kaum jemand, sich als Indigener zu bekennen. Die Chortí-Sprache ist dort ausgestorben.